# 슈테파니 기징거
슈테파니 기징거(독일어: Stefanie Giesinger, 1996년 8월 27일 ~ )는 독일의 모델이다. 도전! 슈퍼 모델 독일 시즌 9 우승자이다.